# سیارک ۱۸۰۴۳
سیارک ۱۸۰۴۳ (به انگلیسی: 18043 Laszkowska، نامگذاری:1999RQ54) هجده هزار و چهل و سومین سیارک کشف شده‌است که در ۷ سپتامبر ۱۹۹۹ کشف شد.
قدر مطلق سیارک برابر ۱۷.۸ است.